# Pyrischius
Pyrischius là một chi bọ cánh cứng trong họ 
Elateridae.
Chi này được miêu tả khoa học năm 1921 bởi Hyslop.

## Các loài
Các loài trong chi này gồm:
- Pyrischius biplagiatus (Janson, 1882)
- Pyrischius gerstaeckeri (Candèze, 1857)
- Pyrischius haagi (Champion, 1895)